# 西安广播电视台
西安广播电视台（西安广电产业集团）是一家位于中华人民共和国陕西省西安市的传媒事业单位，是中国陕西省西安市官办的市级广播电台兼电视台，是经国家广电总局批准、中共西安市委與西安市人民政府决定成立的省级广播电视大型综合传媒机构。西安广播电视台统一管理原西安电视台、西安人民广播电台的媒体资源。

## 频道列表

### 电视服务
西安广播电视台的电视服务源于1985年2月1日成立的西安电视台，2003年3月18日合并了原西安电视二台和西安有线电视台，现有7个电视频道。
| 頻道名稱     | 语言   | 广播格式         | 啟播時間     | 頻道口號 | 频道前身                       | 備註 | 備註 |
| 新闻综合频道 | 普通話 | SD: PAL 576i 4:3 | 1985年2月1日 |          | 西安电视台一套（新闻综合频道） |      |      |
| 都市频道     | 普通話 | SD: PAL 576i 4:3 |              |          | 西安电视台二套（白鸽都市频道） |      |      |
| 商务资讯频道 | 普通話 | SD: PAL 576i 4:3 |              |          | 西安电视台三套（商务资讯频道） |      |      |
| 影视频道     | 普通話 | SD: PAL 576i 4:3 |              |          | 西安电视台四套（戏剧影视频道） |      |      |
| 丝路频道     | 普通話 | SD: PAL 576i 4:3 |              |          | 西安电视台五套（健康快乐频道） |      |      |
| 乐购购物频道 | 普通話 | SD: PAL 576i 4:3 |              |          | 西安电视台六套（音乐综艺频道） |      |      |
| 移动电视频道 | 普通話 | SD: PAL 576i 4:3 |              |          | 西安电视台移动电视频道         |      |      |

注：
西安市亦有另一家电视媒体，即西安教育电视台，不归西安广播电视台负责，归西安市教育局主体负责。

### 广播服务
西安广播电视台的广播服务源于1949年成立的西安人民广播电台，曾用名西北新华广播电台，现有5个广播频率。
| 頻道名稱     | 语言   | 频道频率     | 啟播時間 | 頻道口號 | 频道前身 | 備註 |
| 新闻广播     | 普通話 | AM810 FM95.0 |          |          |          |      |
| 交通旅游广播 | 普通話 | FM104.3      |          |          |          |      |
| 音乐广播     | 普通話 | FM93.1       |          |          |          |      |
| 资讯广播     | 普通話 | FM106.1      |          |          |          |      |
| 综艺广播     | 普通話 | FM102.4      |          |          |          |      |